# Bloqueig (estratègia)
|  | Per a altres significats, vegeu «Bloqueig». |

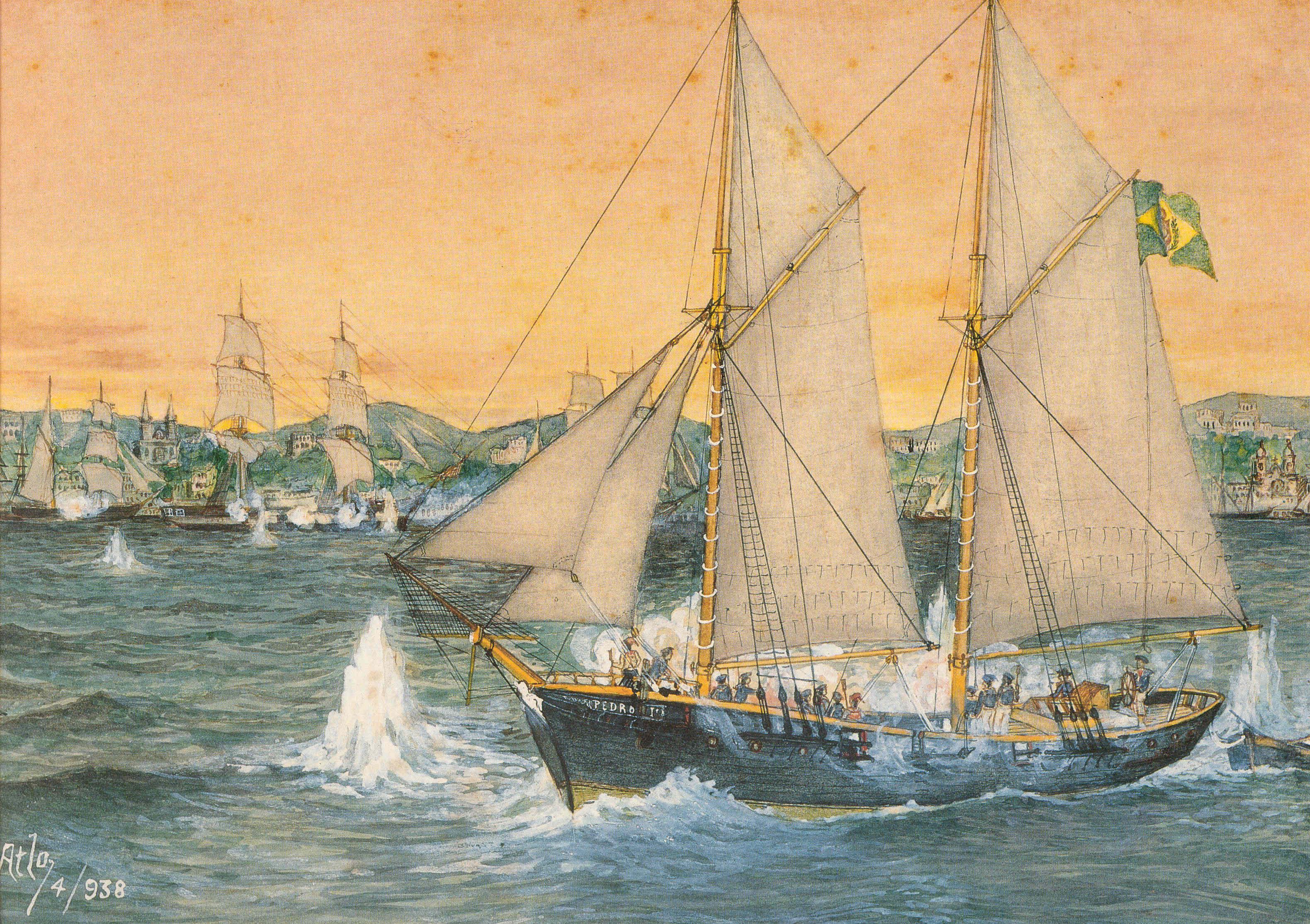
El "Pedro I", principal vaixell de la incipient Marina del Brasil, en l'any 1823. Durant la Guerra d'Independència, els brasilers van bloquejar Salvador, encara en mans de la corona portuguesa.

Un bloqueig és un esforç per tallar el subministrament d'aliments, provisions, material de guerra o comunicacions d'una àrea en particular per la força, sigui en part o totalment. Un bloqueig no s'ha de confondre amb un embargament o amb sancions internacionals, que són barreres legals al comerç, i es distingeix d'un setge en què un bloqueig es dirigeix habitualment a tot un país o regió, en lloc d'una fortalesa o ciutat. Tot i que la majoria dels bloquejos van tenir lloc històricament al mar, el bloqueig es continua utilitzant en la terra per evitar que algú entri en una àrea determinada. Amb el poder de bloqueig es pot tractar de destruir tot el transport marítim des de i cap al país bloquejat; tot i que aturar tot el transport terrestre des de i cap a una àrea també pot ser considerat un bloqueig. Al segle xx també s'ha utilitzat la força aèria per millorar l'eficàcia del bloqueig aturant tot el trànsit aeri a l'espai aeri bloquejat.
La patrulla propera dels ports hostils, per tal d'evitar que les forces navals es facin a la mar, també es coneix com a bloqueig. Quan les ciutats costaneres o fortaleses eren assetjades des del costat de terra, els assetjadors sovint bloquejaven també el costat del mar. Més recentment, els bloquejos de vegades han inclòs el tall de les comunicacions electròniques per interferències dels senyals de ràdio i la ruptura dels cables submarins.

## Objectius i desenvolupament
Els bloquejos es planifiquen d'acord amb quatre regles generals:
 
- El valor de l'objectiu a bloquejar
- Que la potència del bloqueig sigui igual o major que la força d'oposició
- Disposició del terreny per ajudar el bloqueig
- Previsió de forces per mantenir el bloqueig

En primer lloc, el valor de l'objectiu que s'ha de bloquejar, ha de justificar la necessitat del bloqueig. Per exemple, durant la crisi dels míssils cubans, els objectius bloquejables (o posats en quarantena, si s'usa el terme més legal i políticament neutral utilitzat pel president Kennedy) van ser míssils de mig abast, capaços de portar armament nuclear. La necessitat del bloqueig era alta pel valor dels míssils com a arma militar contra els Estats Units.
 
En segon lloc, la força del bloqueig ha de ser igual o superior en potència a la de l'oposició. El bloqueig només té èxit si s'impedeix a l'objectiu contactar amb el seu proveïdor. En l'exemple cubà, els Estats Units van posar en el mar un nombre important de vaixells de guerra per inspeccionar i bloquejar les aigües al voltant de Cuba. Aquest cop d'efecte va demostrar que les forces navals dels Estats Units eren molt més nombroses a l'àrea que les de la Unió Soviètica.
 
En tercer lloc, en el cas de bloquejos de terra, cal triar zones conegudes. El fet de saber per on han de viatjar les forces pot ajudar el bloquejador a l'hora d'escollir el territori per ajudar-les. Per exemple, forçar una guarnició a dirigir-se per un pas estret de muntanya per forçar un coll d'ampolla davant la força enemiga.
 
En quart lloc, cal tenir un força sostenible perquè el bloqueig pugui mantenir-se durant un temps. L'èxit d'un bloqueig està basat gairebé enterament en l'esperança de la gent que el sosté. El bloqueig cubà és un exemple de manteniment sostingut de força per bloquejar els míssils, malgrat el risc d'una guerra nuclear de caràcter mundial.

## Història
Tot i que els bloquejos navals primitius s'havien utilitzat durant milers d'anys, els primers intents amb èxit en l'establiment d'un bloqueig naval total foren duts a terme per l'Almirall de la Flota Edward Hawke durant la Guerra dels Set Anys (1754-1763). Després de la victòria naval britànica a la Badia de Quiberon, que va acabar amb qualsevol esperança immediata d'una gran invasió de les Illes Britàniques, els britànics va implementar un estricte bloqueig a la costa francesa. Això va afectar greument els ports comercials francesos, amb la qual cosa s'afeblí encara més l'economia de França. Hawke va prendre el comandament de la flota de bloqueig de Brest i va estendre el bloqueig de la costa francesa de Dunkerque a Marsella. Els britànics van ser capaços d'aprofitar-se de la posició de la Marina per desenvolupar plans per a desembarcaments amfibis a la costa. No obstant això, aquests plans van ser abandonats, a causa del desafiament logístic formidable que això hauria plantejat.
La importància estratègica del bloqueig es va consolidar durant les guerres revolucionàries i napoleòniques, durant les quals la Royal Navy va imposar reeixits bloquejos a França, fet que comportà grans trastorns econòmics. El bloqueig de la Unió dels ports del sud va ser un factor important en la Guerra Civil dels Estats Units, igual que el fracàs del bloqueig submarí alemany en la Primera Guerra Mundial i una altra maniobra similar en la Segona Guerra Mundial.

## Tipus de bloqueig

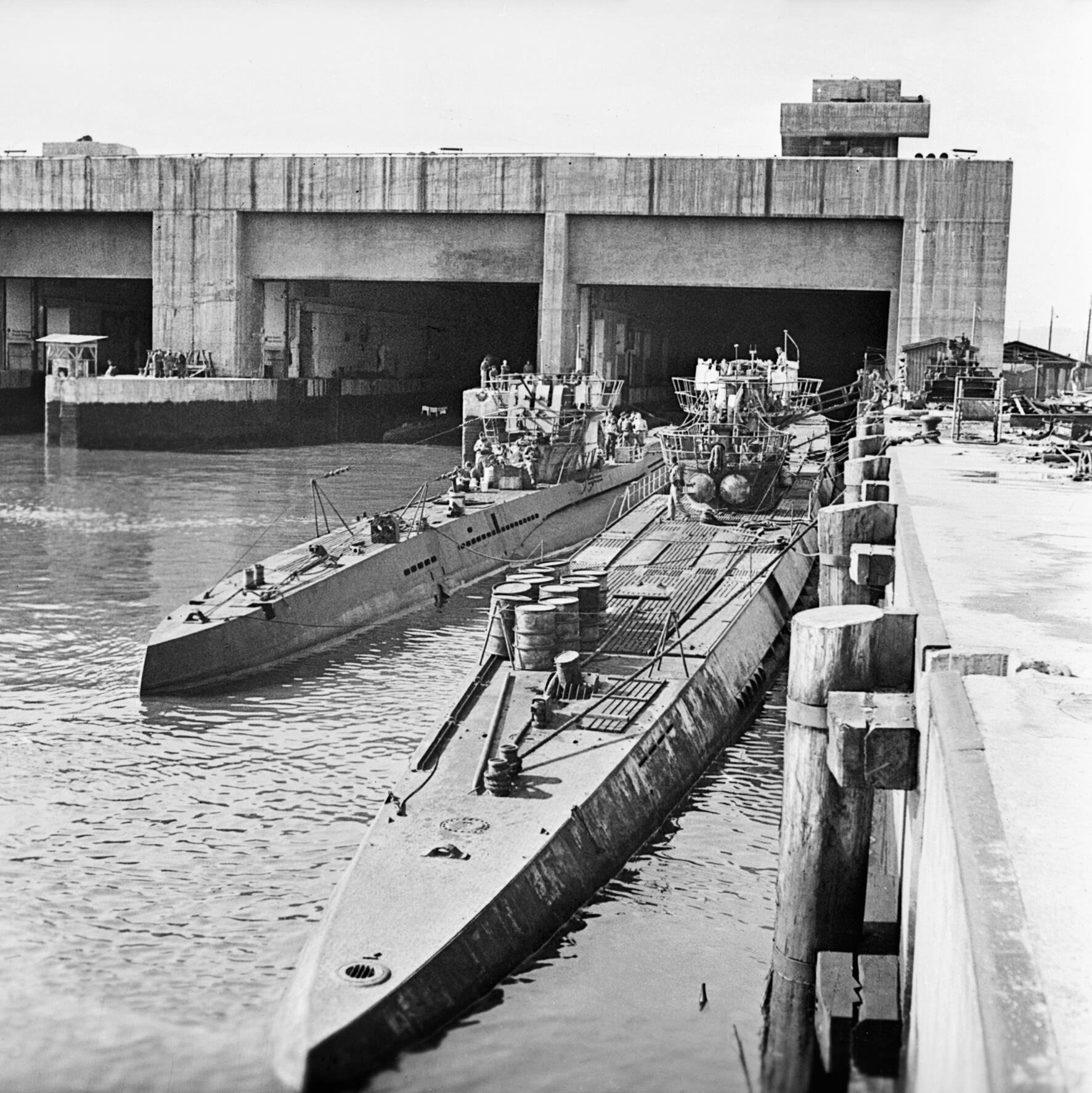
En la Segona Guerra Mundial, els submarins alemanys van tractar d'aturar els vaixells que transportaven aliments, subministraments i material que arribava al Regne Unit, un exemple d'un bloqueig distant.

### Bloqueig proper, distant o solt
Un bloqueig proper implica la col·locació dels vaixells de guerra a la vista de la costa o port bloquejat, per garantir la intercepció immediata de qualsevol vaixell que entri o surti. És alhora el més eficaç i la forma més difícil de bloqueig d'implementar. Les dificultats sorgeixen perquè els vaixells que bloquegen han de romandre contínuament a la mar, exposats a tempestes i dificultats, generalment lluny de qualsevol suport, i vulnerables a un atac sobtat des del costat bloquejat, els vaixells del qual es poden mantenir fora de perill al port fins que decideixin sortir.
En un bloqueig distant, els bloquejadors es queden ben lluny de la costa bloquejada i tractar d'interceptar els vaixells que viatgen dins o fora. Això pot requerir més vaixells a la zona, però en general poden operar més a prop de les seves bases, i estan en una posició de risc molt menor quant a les incursions enemigues. Això fou gairebé impossible abans del segle xvi a causa de la naturalesa dels vaixells utilitzats.
Un bloqueig solt és un bloqueig proper on els vaixells que bloquejaven són retirats fora de la vista de la costa (darrere de l'horitzó), però no més enllà. L'objecte de bloqueig solt és atreure l'enemic perquè s'aventuri, però quedant-se prou a prop per a atacar-lo.
L'almirall britànic Horatio Nelson aplicà un bloqueig solt a Cadis el 1805. La flota francoespanyola de Pierre-Charles Villeneuve llavors va sortir, fet que desembocà en la batalla de Trafalgar.

### Bloqueig pacífic
Fins al 1827, els bloquejos van ser sempre part d'una guerra. Això va canviar quan França, Rússia i Gran Bretanya van decidir ajudar els rebels grecs contra Turquia. Varen bloquejar la costa ocupada per Turquia, la qual cosa va conduir a la batalla de Navarino. La guerra mai es va declarar, però, pel que es considera el primer bloqueig pacífic  -és a dir, afable. El primer bloqueig pacífic real, que no implicà cap intercanvi de trets en absolut, va ser el bloqueig britànic de la República de la Nova Granada en 1837, establert per obligar Nova Granada a alliberar un cònsol britànic empresonat.

## Estatus legal

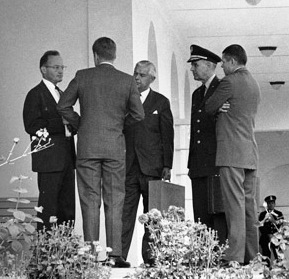
El president Kennedy i els seus assessors discutint sobre la Crisi dels míssils de Cuba. Part de la resposta nord-americana als míssils soviètics que es volien emplaçar a Cuba fou un bloqueig naval de l'illa

Des de 1945, el Consell de Seguretat de les Nacions Unides determina l'estatut jurídic dels bloquejos i segon l'article 42 de la Carta de les Nacions Unides, el Consell també pot aplicar bloquejos
Segons el document no ratificat anomenat Manual de San Remo sobre Dret Internacional aplicable als conflictes armats al mar del 12 de juny de 1994, un bloqueig és un mètode legal de guerra al mar, però es regeix per regles. El manual descriu el que mai pot ser considerat contraban. La nació bloquejant és lliure de triar qualsevol altra cosa com a contraban en una llista, que s'ha de publicar.
La nació bloquejant normalment estableix una àrea bloquejada d'aigua, però una nau pot ser inspeccionada tan aviat com es comprovi que està tractant de trencar el bloqueig. Aquesta inspecció pot ocórrer dins de la zona bloquejada o en aigües internacionals, però mai dins de les aigües territorials d'una nació neutral. Un vaixell neutral ha d'obeir una petició d'aturar-se per a inspecció de la nació bloquejadora. Si la situació ho exigeix, la nació bloqueig pot sol·licitar que el vaixell es desviï a un lloc conegut o port per a la inspecció. Si el vaixell no s'atura, llavors el vaixell està subjecte a captura. Si les persones a bord de la nau es resisteixen a la captura, poden ser legalment atacades.

### Acte de guerra
Que un bloqueig fos vist o no com a legítim depenia de les lleis de les nacions el comerç de les quals fos influenciat pel bloqueig. El bloqueig del Brasil al Riu de la Plata en 1826, per exemple, es va considerar legítim segons la llei britànica, però il·legal segons la llei francesa i americana. Els dos últims països van anunciar que defensarien activament les seves naus contra bloquejadors brasilers, mentre que la Gran Bretanya es va veure obligada a dirigir d'una solució pacífica entre el Brasil i l'Argentina.

### Desobediència civil

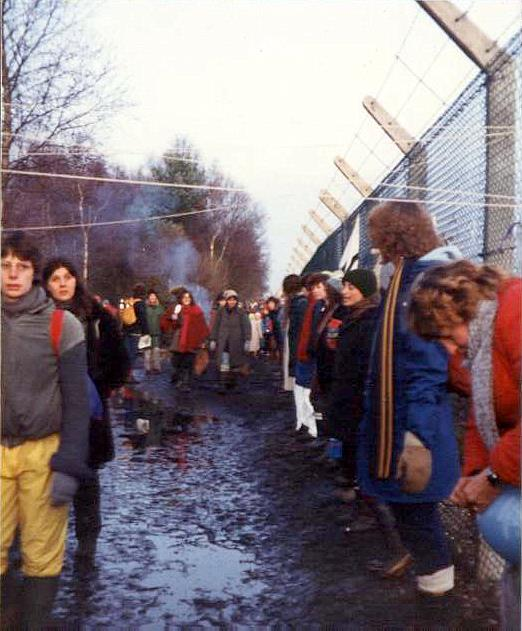
Campament pacifista de dones a Greenham Common

Hi ha una sèrie d'accions de protesta amb l'objectiu específic d'interrompre el flux de materials, persones o comunicacions d'una àrea en particular mitjançant la no-violència, sigui en part o totalment. L'eficàcia d'aquests bloquejos es basa en els principis de resistència no violenta especialment la participació de les persones i tècniques de lock-on (per exemple, encadenar-se a un mur o tanca).
La vaga de braços caiguts és una forma de desobediència civil en què un grup organitzat de treballadors, normalment empleats en una fàbrica o en una altra ubicació centralitzada, prenen possessió del lloc de treball per "seure" en els seus llocs, per tal de prevenir, amb eficàcia, que els seus ocupadors els reemplacin amb esquirols. Un piquet no violent és un altre exemple; també il·lustra l'especificitat del bloqueig; els piquets no violents poden exigir el bloqueig d'una part del trànsit alhora que permet un altre tipus de trànsit; per exemple a treballadors, però no als clients, o als clients, però no als treballadors.
El moviment Mau fou un moviment no violent samoà per demanar la independència envers el domini colonial durant l'any 1900. Entre altres accions, els participants van formar la seva pròpia "força policial", o actuant els piquets a les botigues per evitar el pagament dels drets de duanes a les autoritats. O també el bloqueig perimetral per cadena humana al campament pacifista de dones a Greenham Common.

## Bloquejos històrics
- Bloqueig dels espartans a Atenes a la batalla d'Egospòtam, impedint importar grans o comunicar-se amb el seu imperi.

- La república d'Països Baixos a Escaut entre 1585 i 1792, impedint a Anvers (governada per Espanya) l'accés al comerç internacional i desplaçant molt del seu comerç a Amsterdam.

- El bloqueig britànic a França i els seus aliats durant la Revolució francesa i la  Guerra Napoleònica.

- El bloqueig britànic a la costa est dels Estats Units durant la guerra de 1812.

- El Bloqueig francès al Riu de la Plata de 1838 a 1840.

- El Bloqueig anglo-francès al Riu de la Plata de 1845 a1 1850.

- El bloqueig de  la Unió a les costes de  la Confederació durant la Guerra Civil Nord-americana.

- El Bloqueig d'Iquique per la marina xilena, durant la Guerra del Pacífic en 1879, que va impedir el comerç del salnitre al Perú i els moviments de tropes per a la defensa.

- El bloqueig naval de San Juan (Puerto Rico) en 1898 per la flota dels Estats Units durant la Guerra hispano-estatunidenca

- El bloqueig naval de les costes de  Veneçuela per les potències imperials d'Anglaterra, Alemanya i Itàlia (1902-1903).

- El bloqueig anglès a Alemanya durant la Primera Guerra Mundial com a resultat de la Primera batalla de l'Atlàntic que va representar la mort per 750,000 civils durant la guerra. Molts més van haver de morir de fam després de l'armistici de novembre de 1918, ja que el bloqueig va continuar fins a obligar Alemanya a signar el  Tractat de Versalles el juny de 1919.

- La segona batalla de l'Atlàntic durant la Segona Guerra Mundial.

- El bloqueig dels Estats Units al Japó durant la Segona Guerra Mundial.

- El bloqueig soviètic per terra a Berlín de l'Oest, de 1948-1949, conegut com el bloqueig de Berlín.

- Els bloquejos egipcis als Estrets de Tiran durant la Guerra del Sinaí en 1956 i novament en la Guerra dels Sis Dies en 1967.

- Bloqueig naval dels Estats Units a Cuba durant la Crisi dels míssils de Cuba en 1962.

- El bloqueig de l'Índia a l'Est de Pakistan durant la Guerra de Bangladesh en 1971.

- Bloqueig per part de l'OTAN a la República Federal de Iugoslàvia entre 1993-1996 com a part de l'operació "Sharp Guard".

- El bloqueig terrestre i marítim israelià a la Franja de Gaza des de la segona Intifada l'any 2000.

- Bloqueig israelià de molts o tots els ports del Líban en diverses ocasions, com: la Guerra Civil Libanesa en (1975-1990), la Guerra del Líban de 1982 i el conflicte del sud del Líban de 1982-2000.